# Gilbert Pounia
Leader du groupe de musique Ziskakan qu'il a créé en 1979, Gilbert Pounia est un musicien de La Réunion né le 15 juillet 1953 à Saint-Pierre.

## Biographie
D’août 1987 à janvier 1988, pour sa formation d'éducateur, il travaille au Forum des Halles de Paris, notamment avec les marginaux venant de la Réunion. En vue d'obtenir son diplôme d'État d'éducateur spécialisé, il rédige alors un mémoire dont le titre est Facteurs déterminants et perspectives d'action éducative auprès des jeunes utilisateurs de produits toxiques à la Réunion.
Il est l'ami de Richard Bohringer.
Pour aborder cette magie de La Réunion qui habite chaque anfractuosité de lave, chaque déferlement de végétation, les odeurs entêtantes, les prodigieux escarpements des mornes, les chutes d'eau, les torrents secs, les plaines de cendres enveloppées dans l'instant par l'armée des nuées fuyant vers les sommets des cratères ocre, il n'est de meilleur guide que Gilbert Pounia, l'âme de Ziskakan.
Personnage entier, intense, ce compositeur qui se voit "plus conteur que chanteur" a hérité d'ancêtres Malbars, partis de la côte sud-ouest de l'Inde pour faire souche à La Réunion, une finesse de traits et un port souverain. L'homme incarne magnifiquement l'identité métisse d'une île encore inhabitée il y a trois siècles et demi. Venus de tous les horizons d'Europe, de Chine, d'Inde, d'Afrique et de Madagascar, les Réunionnais, aujourd'hui au nombre de 800 000, ont contribué, par les divers apports de leurs cultures respectives, à constituer progressivement cette "créolité" de laquelle s'est nourrie la spécificité culturelle insulaire qui s'épanouit aujourd'hui.
Le phénomène est récent. Quand Ziskakan se crée autour de Gilbert Pounia en 1979, il s'agit avant tout d'un laboratoire d'étude pour la langue créole. La société dominante de l'île n'y voit alors que marginalité, comportement déviant, voire rébellion indépendantiste. Depuis qu'en 1946 La Réunion a obtenu le statut de département français d'outre-mer, seul le "bon goût français" a droit de cité à tous les plans de la diffusion culturelle. Toute expression de la culture créole, dont le maloya, musique qui accompagne traditionnellement les réjouissances populaires, est rejetée, méprisée. Mais une frange importante de la jeune génération refuse de se laisser déposséder de racines culturelles difficilement forgées.
Ziskakan choisit les armes de la poésie et de l'action culturelle. Gilbert Pounia qui fréquente les vieux maîtres du maloya comme Granmoun Lélé, Firmin Viry ou Lo Rwa Kaf, se bat contre le nouveau diktat des discothèques, œuvrant pour la renaissance du Kabar, rassemblement festif, informel, où l'on se retrouve après les peines de la semaine autour du roulèr, gros tambour que l'on chevauche, du bobre, arc muni d'une calebasse résonateur et du kayamb, cadre de bois munis de deux rangées superposées de tiges de canne à sucre remplies de graines rondes, pour chanter en chœur et danser. 
Éducateur de rue dans les quartiers déshérités de Saint-Denis, centre urbain de cette île département du bout du monde où un cinquième de la population vit, à défaut d'emploi, des subsides de l'État, Gilbert Pounia donne ce qu'il a de meilleur en lui : l'écoute, l'ouverture, le dynamisme, la foi en l'avenir. Son maloya teinté de rock enrichit et modernise la palette musicale réunionnaise, résonnant aux oreilles de la jeunesse comme un appel. 
Gilbert Pounia reste au contact des plus jeunes, accompagnant ceux qui bénéficient de l'opération CES Musique, menée par le Conseil Général de 1990 à 1993. Trois cents musiciens bénéficient ainsi d'un contrat emploi solidarité (CES) pour se former et pratiquer leur art en groupe.
Au début des années 90, dans le contexte créatif initié par les pionniers du nouveau son réunionnais, la physionomie du marché musical de l'île se transforme complètement. En l'espace de cinq ans, le nombre des points de vente de cassettes et de disques passe de 15 à 350. La production locale frise les cent albums par an. Sur le modèle antillais, longtemps chéri et jalousé, la musique réunionnaise trouve enfin sa voix.